# Naczelne Dowództwo Wojska Polskiego (1939)
Naczelne Dowództwo (ND) – organ pracy Naczelnego Wodza utworzony 1 września 1939 w wyniku mobilizacyjnego rozwinięcia GISZ i Sztabu Głównego WP.

## Utworzenie i organizacja KG NW
Kwatera Główna Naczelnego Wodza mieściła się w Warszawie, w wybudowanym w latach 1938−1939 gmachu przy ul. Rakowieckiej 4a,  posiadającym trzykondygnacyjny schron przeciwlotniczy.
Naczelny Wódz dowodził wojskami w polu (armie) za pomocą swego Sztabu i dowódców broni. Podlegał mu również minister spraw wojskowych, gen. dyw. Tadeusz Kasprzycki, który na obszarze krajowym dowodził jednostkami mobilizowanymi i zapasowymi.
W czasie walki, po zaangażowaniu odwodu głównego, planowano rozwinąć punkt dowodzenia NW w m. Belsk Duży k. Grójca.
Organizacja Kwatery Głównej Naczelnego Wodza przedstawiała się następująco:
- Naczelny Wódz i Generalny Inspektor Sił Zbrojnych
- Adiutantura
- Dowódcy broni i delegaci przy Naczelnym Wodzu
- Sztab Naczelnego Wodza
- Urząd Głównego Komisarza Cywilnego
- Szefostwo Komunikacji Naczelnego Wodza
- Pododdziały obsługi i ochrony

## Szczegółowa organizacja i obsada personalna KG NW
- Naczelny Wódz i Generalny Inspektor Sił Zbrojnych - marsz. Edward Śmigły-Rydz
- główny adiutant NW - płk dypl. Tadeusz Münnich
- oficer do zleceń NW – płk dypl. Zdzisław Zygmunt Wenda
- oficer do zleceń NW – płk dypl. Kazimierz Glabisz
- oficer do zleceń NW – płk dypl. Bronisław Kowalczewski
- kierownik Samodzielnego Referatu Personalnego – płk dypl. Zbigniew Brochwicz-Lewiński
- kierownik Kancelarii Przybocznej - ?

### Dowódcy broni i delegaci
- naczelny dowódca artylerii - gen. bryg. Stanisław Miller
- naczelny dowódca lotnictwa i obrony powietrznej - gen. bryg. Józef Zając
  - szef Sztabu Naczelnego Dowództwa Lotnictwa i Obrony Powietrznej – gen. bryg. pil. Stanisław Ujejski
- naczelny dowódca saperów i szef fortyfikacji - gen. bryg. Mieczysław Dąbkowski
  - oficer sztabu - ppłk sap. Jerzy Sochocki
- naczelny dowódca broni pancernych - płk dypl. Józef Kapciuk
- delegat biskupa polowego - płk ks. Stanisław Sinkowski
- delegat szefa Biura Wyznań Niekatolickich - ?

### Urząd Głównego Komisarza Cywilnego
- główny komisarz cywilny - płk Wacław Kostek-Biernacki
- Biuro Głównego Komisarza Cywilnego
- Biuro Cenzury
  - kpt. rez. piech. Włodzimierz Marszewski

### Sztab Naczelnego Wodza
Kierownictwo
- szef Sztabu Naczelnego Wodza - gen. bryg. Wacław Stachiewicz
- I zastępca szefa Sztabu NW - gen. bryg. Tadeusz Malinowski
- II zastępca szefa sztabu do spraw operacyjnych - płk dypl. Józef Jaklicz
- III zastępca szefa SG WP - naczelny kwatermistrz – płk dypl. Józef Wiatr
- oficer do zleceń szefa Sztabu NW – mjr dypl. Henryk Piątkowski

Komórki organizacyjne podporządkowane I zastępcy szefa Sztabu NW
- Sekretariat Komitetu Obrony Rzeczypospolitej

Komórki organizacyjne podporządkowane II zastępcy szefa Sztabu NW do spraw operacyjnych
- Oddziału II
  - szef - płk dypl. Józef Smoleński
- Oddział III 
  - szef - płk dypl. Stanisław Kopański
  - zastępca szefa - ppłk dypl. Józef Szostak
  - szef Wydziału Operacyjnego - płk dypl. Tadeusz Klimecki
  - szef Wydziału Sytuacyjnego - ppłk dypl. Leopold Okulicki
  - szef Eszelonu I Szefostwa Komunikacji NW – gen. bryg. Aleksander Szychowski
- naczelny dowódca łączności - płk dypl Heliodor Cepa
  - I zastępca naczelnego dowódcy łączności - płk dypl. Józef Łukomski
  - II zastępca naczelnego dowódcy łączności i delegat Ministra Poczt i Telegrafów – mjr rez. inż. Antoni Krzyczkowski
- oficer łącznikowy dowódcy Floty - kmdr ppor. Józef Boreyko
- szef propagandy - płk dypl. Roman Umiastowski, następnie ppłk Wacław Lipiński

Komórki organizacyjne podporządkowane III zastępcy szefa Sztabu NW - naczelnemu kwatermistrzowi
- oficerowie do zleceń naczelnego kwatermistrza:
  - ppłk dypl. Kazimierz Iranek-Osmecki
  - ppłk dypl. Edward Ulanicki
  - ppłk dypl. Wacław Grudniewicz

- Oddział I
  - szef - ppłk dypl. Józef Bischof
  - I zastępca szefa - płk dypl. Roman Saloni
  - II zastępca szefa - ppłk dypl. Józef Sierosławski
  - szef Wydziału Ogólno Mobilizacyjnego - ppłk dypl. Jan Heine
  - szef Wydziału Organizacyjnego - ppłk dypl. Józef Bischof
  - szef Wydziału Administracji Rezerw - ppłk dypl. Jan Kornaus
  - szef Wydziału Materiałowego - ppłk dypl. Edward Ulanicki

- Oddział IV 
  - szef - ppłk dypl. Mieczysław Sulisławski
  - szef intendentury - gen. bryg. Karol Masny
  - szef służby uzbrojenia - płk uzbr. Karol Błaszkowicz
  - szef służby zdrowia - płk dr Ksawery Maszadro
  - szef służby weterynaryjnej - płk lek. wet. Jan Ślaski
  - dowódca taborów i szef remontu - mjr tab. Albin Nowotny
  - naczelny dowódca żandarmerii – płk Felicjan Plato Bałaban
  - szef służby sprawiedliwości - gen. bryg. Teofil Maresch
  - szef służby geograficznej - ppłk. Jerzy Lewakowski
  - naczelny dyrektor poczty polowej - ppłk Henryk Doskoczyński
  - inspektor wojsk etapowych - gen. bryg. Stanisław Kwaśniewski
  - komendant kwatery głównej - ppłk dypl. Adam Mniszek
  - kierownik Samodzielnego Referatu Ewidencji Oficerów Dyplomowanych - ?
  - kierownik Kancelarii Przybocznej szefa Sztabu NW - ?

### Szefostwo Komunikacji Naczelnego Wodza
- szef komunikacji NW – minister komunikacji – Juliusz Ulrych (płk dypl.)
- Eszelon I Szefostwa Komunikacji NW w siedzibie SG WP
  - szef Eszelonu I – gen. bryg. Aleksander Szychowski
- Eszelon II w Ministerstwie Komunikacji
  - szef Eszelonu II – I wiceminister komunikacji – inż. Julian Piasecki (mjr dypl. sap.)
- Eszelon III w Ministerstwie Komunikacji
  - szef Eszelonu III – II wiceminister komunikacji – inż. Aleksander Bobkowski (płk dypl.)
- Dowództwo Wojsk Kolejowych w polu
  - dowódca Wojsk Kolejowych

### Pododdziały obsługi i ochrony
- Batalion Sztabowy
  - Kompania Asystencyjna Nr 201 mob. w Warszawie przez 30 Pułk Strzelców Kaniowskich
  - Kompania Asystencyjna Nr 202 mob. w Warszawie przez 30 Pułk Strzelców Kaniowskich
- Oddział Ochronny Żandarmerii mob. w Warszawie przez 1 Dywizjon Żandarmerii
  - dowódca oddziału - mjr żand. Kazimierz Kaciukiewicz
  - Pluton Pieszy Żandarmerii Nr 102
  - Pluton Pieszy Żandarmerii Nr 103
  - Pluton Policji mob. przez Policję Państwową
- Kolumna Samochodów Osobowych KG NW mob. w Warszawie przez Kolumnę Samochodową GISZ
- Pluton Karabinów Maszynowych Nr 201 mob. w Rembertowie przez 3 Batalion Strzelców
- Pluton Karabinów Maszynowych Nr 202 mob. w Rembertowie przez 3 Batalion Strzelców
- Pluton Karabinów Maszynowych Nr 203 mob. w Warszawie przez 21 Pułk Piechoty
- Pluton Karabinów Maszynowych Nr 204 mob. w Warszawie przez 21 Pułk Piechoty
- Sąd Polowy Nr 76 mob. w Warszawie przez Powiatową Komendę Uzupełnień Warszawa Miasto I
- Kompania Łączności Wielkiej Kwatery Głównej mob. w Zegrzu przez Centrum Wyszkolenia Łączności i 1 Batalion Telegraficzny
- Pluton Radio dla Kompanii Łączności WKG mob. w Warszawie przez Pułk Radiotelegraficzny
- Poczta Polowa Nr 41 mob. w Warszawie przez Dyrekcję Okręgu Poczt i Telegrafu w Warszawie

Wszystkie pododdziały obsługi i ochrony miały być wystawione 3 dnia, w I rzucie mobilizacji powszechnej (plutony nr 201 i 202 miały być wyposażone w karabiny maszynowe wz. 08).
Etat Kwatery Głównej Naczelnego Wodza obejmował wraz z baonem sztabowym (bez oddziałów kwatery głównej i personelu głównego komisarza cywilnego):
- 232 oficerów broni
- 50 oficerów służb
- 188 podoficerów
- 351 szeregowych
- 45 pracowników cywilnych